# Округ Гилмер (Западна Вирџинија)
Округ Гилмер (енгл. Gilmer County) је округ у америчкој савезној држави Западна Вирџинија.

## Демографија
По попису из 2010. године број становника је 8.693, што је 1.533 (21,4%) становника више него 2000. године.
| Група             | 2000.         | 2010.         |
| Белци             | 6.936 (96,9%) | 6.952 (80,0%) |
| Афроамериканци    | 65 (0,9%)     | 1.073 (12,3%) |
| Азијати           | 41 (0,6%)     | 36 (0,4%)     |
| Хиспаноамериканци | 50 (0,7%)     | 493 (5,7%)    |
| Укупно            | 7.160         | 8.693         |